# Coroa do Avião
Coroa do Avião is een klein Braziliaans eiland dat behoort tot de staat Pernambuco.
Het is gelegen in de delta van de rivier Jaguaribe, en is enkel bereikbaar per boot vanaf de kuststad Recife of het eiland Itamaracá.
Coroa do aviao is een zandbank ontstaan in de jaren 70, het duurde echter niet lang voordat er planten op groeiden.
Men ging erheen met bootjes en maakte een barretje. In het heden staan er nog vele strand tentjes die vaak worden bezocht door toeristen.     
Coroa do Avião is ongeveer 600 op 200 meter groot.  Op het eiland bevindt zich een instituut voor het bestuderen van trekvogels.  In de zomer is het ook een toeristische trekpleister, waar vaak wordt gedoken en gesnorkeld.  